# Sun Prairie (Montana)
Sun Prairie è un census-designated place (CDP) degli Stati Uniti d'America, situato nello stato del Montana, nella contea di Cascade.